# AS Minerul Cavnic
AS Minerul Cavnic a fost un club de fotbal din Cavnic, România care ultima dată a evoluat în Liga a IV-a Maramureș.

## Istorie
Minerul Cavnic a luat ființă în 1934, are culorile roșu-albastru, iar în 1971 a promovat pentru prima dată în Divizia C. Peste 2 ani a ajuns și în eșalonul al doilea, cu antrenorul Ion Bartha la cârmă. Din lot au făcut parte, printre alții, Ficzay, Kiss, Szimai, Luncan, Timar, Ciutacu, Frăsineanu, Daubner, Varga, V. Pop, D. Pop, Csatlos.
În vara lui 1974 a retrogradat în C, revenind în B în '76, dar numai pentru un singur sezon. Cele mai bune performanțe din istoria clubului au fost realizate în 1979-80 și 1982-83, când minerii s-au situat pe locul 6 în eșalonul secund. Până în 1993, Minerul a evoluat fie în B fie în C, după care a retrogradat în Divizia D. A mai avut o revenire, dar din 1996 se scaldă doar în eșalonul al patrulea al fotbalului românesc.
AS Minerul Cavnic este una dintre echipele de tradiție ale județului Maramureș. După revoluție, echipa care a evoluat ani buni în cea de-a doua divizie a țării, a intrat într-un con de umbră, la fel ca majoritatea echipelor din Maramureș.
A fost retrasă din campionat în 2017.

## Jucători importanți
- Lucaci Samoila
- Lucian Bălan
- Litan
- Ioan Pavel
- Ioan Medrea
- Sorin Gata
- Romulus Buia
- Iosif Mekker
- Schwartzkopf
- Pop Gabriel
- Cătălin Azoiței
- Andrei Zete
- Mario Crișan

## Antrenori importanți
| - Hartmut Lang - Hristil Docu 1. - Mihai Ionescu, Mircea Tudoran, Fotbal de la A la Z, Bucharest: Editura Sport-Turism, 1984 - Claudiu Baban. "Fotbal în nori". Gazeta de Maramureș. http://www.gazetademaramures.ro/fullnews.php?ID=4602. Retrieved 2006-08-14. - Cavnic sport news Arhivat în 16 aprilie 2013, la Archive.is | |
| | Acest articol despre un club de fotbal din România este un ciot. Puteți ajuta Wikipedia prin dezvoltarea lui. |